# Iilaste
Iilaste is een plaats in de Estlandse gemeente Saaremaa, provincie Saaremaa. De plaats heeft de status van dorp (Estisch: küla).
Tot in oktober 2017 behoorde Iilaste tot de gemeente Pihtla. In die maand ging Pihtla op in de fusiegemeente Saaremaa.

## Bevolking
Het dorp had 8 inwoners op 31 december 2011 en 15 inwoners op 31 december 2021.

## Geschiedenis
Iilaste werd voor het eerst genoemd in 1731 onder de naam Hilast, een dorp op het landgoed van Tõlluste.
Tussen 1977 en 1997 maakte het buurdorp Rahniku deel uit van Iilaste.